# Michele Palumbo
Michele Palumbo (26 de noviembre de 1961) es un deportista italiano que compitió en tiro con arco, en la modalidad de arco compuesto. Ganó dos medallas de oro en el Campeonato Europeo de Tiro con Arco al Aire Libre, en los años 1996 y 2002.

## Palmarés internacional
| Campeonato Europeo al Aire Libre | Campeonato Europeo al Aire Libre | Campeonato Europeo al Aire Libre | Campeonato Europeo al Aire Libre |
| Año                              | Lugar                            | Medalla                          | Prueba                           |
| -------------------------------- | -------------------------------- | -------------------------------- | -------------------------------- |
| 1996                             | Kranjska Gora (Eslovenia)        | Medalla de oro                   | Equipo                           |
| 2002                             | Oulu (Finlandia)                 | Medalla de oro                   | Individual                       |